# Спорт в Чехии
Спорт в Чехии играет значительную роль в жизни граждан этой страны, которые неравнодушны к данной составляющей чешской культуры. Наиболее развитыми видами спорта в Чехии являются хоккей и футбол, немного слабее развиты баскетбол, волейбол, лёгкая атлетика и другие.

## Теннис
В профессиональных турах играет множество представителей Чехии. Среди всех выделяются Квета Пешке и Томаш Бердых, входящие по итогам 2010 года в элиту женского парного и мужского одиночного тенниса, трижды за год добравшись до финалов турниров Большого шлема. Сборные команды в Кубке Федерации и Кубке Дэвиса регулярно доходят до решающих стадий турниров. Мужская команда является финалистом розыгрыша 2009 года, а женская дважды подряд доходила до полуфиналов — в 2009 и 2010 годах.

## Футбол
Сборная Чехии по футболу на данный момент не входит в число грандов европейского и мирового футбола, однако и не является аутсайдером соревнований. В копилке сборной Чехии есть серебряные медали чемпионата Европы-1996 (в финале только в овертайме Чехия проиграла Германии 1:2) и бронзовые медали чемпионата Европы-2004 (в полуфинале «серебряный гол» сборной Греции, будущего чемпиона, выбил чехов из борьбы со счётом 0:1). Из клубов выделяются пражская «Спарта», «Богемианс 1905», «Виктория» Пльзень и другие команды. Из звёзд футбола известны Петр Чех, Томаш Росицкий, Милан Барош, Томаш Нецид, Карел Поборский, Владимир Шмицер, Павел Недвед, Ярослав Плашил, Вацлав Сверкош, Марек Янкуловский, Яромир Блажек, Зденек Грыгера и другие игроки.

## Хоккей
Сборная Чехии по хоккею — самая популярная спортивная команда, представляющая Чехию на турнирах сборных в любом виде спорта. Она является шестикратным чемпионом мира по хоккею, причём последний титул был выигран в 2024 году. Самым известным игроком является Яромир Ягр, также известны Томаш Вокоун, Доминик Гашек, Патрик Элиаш, Роман Червенка, Роман Турек и другие хоккеисты.

## Регби
С 1895 года в Чехии играют в регби. Чехословакия вступила в ФИРА (Международная федерация любительского регби) в 1934 году, в ИРБ состоит с 1988 года. Крупнейшими центрами регби являются Брно и Прага.

## Другие виды спорта
В Чехии развиты также десятиборье, крикет и гребля.

## Стадионы
Крупнейшим футбольным стадионом является Синот-Тип Арена вместимостью 21 тысячу человек, которая примет в 2013 году матч за Суперкубок УЕФА. Хоккейная арена «О2 Арена» вместимостью 18 тысяч зрителей является домашней ареной для пражской «Славии», на льду этой арены прошли матчи чемпионата мира 2004 года.